# Blanche McIntosh
Blanche McIntosh, o Blanche MacIntosh (fl. XX secolo), è stata una sceneggiatrice britannica del cinema muto.

## Biografia
Non si conoscono dati certi di Blanche McIntosh. Negli anni dieci e venti del Novecento lavorò per la Hepworth, la casa di produzione fondata da uno dei pionieri del cinema britannico, Cecil Hepworth. Il suo nome risulta negli adattamenti e nelle sceneggiature di oltre una ventina di pellicole, tra corto e lungometraggi, spesso in riduzioni per lo schermo di grandi classici come nel suo film d'esordio, The Vicar of Wakefield, dal romanzo di Oliver Goldsmith o di testi teatrali di successo.
La gran parte dei film della Hepworth è andata persa e ne restano pochissime copie ancora esistenti dopo che, nel 1924, il produttore, rovinato e alla ricerca disperata di fondi, fuse i film per recuperare l'argento dal nitrato delle pellicole.

## Filmografia
- The Vicar of Wakefield, regia di Frank Wilson   (1913)
- Blind Fate, regia di Cecil M. Hepworth (1914)
- The Heart of Midlothian, regia di Frank Wilson (1914)
- Morphia the Death Drug, regia di Cecil M. Hepworth (1914)
- Time the Great Healer, regia di Cecil M. Hepworth (1914)
- Be Sure Your Sins, regia di Cecil M. Hepworth (1915)
- The Baby on the Barge, regia di Cecil M. Hepworth (1915)
- The Nightbirds of London, regia di Frank Wilson (1915)
- Love in a Mist, regia di Cecil M. Hepworth (1916)
- Trelawny of the Wells, regia di Cecil M. Hepworth (1916)
- Sowing the Wind, regia di Cecil M. Hepworth (1916)
- Comin' Thro' the Rye, regia di Cecil M. Hepworth (1916)
- Molly Bawn, regia di Cecil M. Hepworth (1916)
- The American Heiress, regia di Cecil M. Hepworth (1917)
- The Failure, regia di Henry Edwards (1917)
- The Touch of a Child, regia di Cecil M. Hepworth (1918)
- Sheba, regia di Cecil M. Hepworth (1919)
- Anna the Adventuress, regia di Cecil M. Hepworth  (1920)
- Alf's Button, regia di Cecil M. Hepworth  (1920)
- Mrs. Erricker's Reputation, regia di Cecil M. Hepworth  (1920)
- The Tinted Venus , regia di Cecil M. Hepworth (1921)
- Mr. Justice Raffles, regia di Gerald Ames, Gaston Quiribet  (1921)
- Comin' Thro the Rye, regia di Cecil M. Hepworth   (1923)